# К неизвестному
«К неизве́стному» — условное название стихотворения римского поэта Гая Валерия Катулла, включённого в состав посмертного сборника («Книги Катулла Веронского») под номером 104. Автор здесь заявляет, что никогда не смог бы оскорбить свою возлюбленную, «ту, что жизни милей».
Исследователи полагают, что речь идёт о Лесбии. К кому обращается Катулл и кто такой Таппон, фигурирующий в тексте, неизвестно.